# Переволочна затока
Переволочна затока — затока у південно-західній частині Ямської губи Охотського моря в Магаданській області Російської Федерації.
Вхід до затоки, завширшки біля 4 км, знаходиться між низьким, обривистим та плоским мисом Переволочним і кінцем Ямської коси.
Береги переважно низькі і піщані. У західну частину впадає річка Яма. У північній частині затоки знаходится острів Буян висотою біля 40 м береги якого майже скрізь обривисті.